# Erik Jarvik
Anders Erik Vilhelm Jarvik, ursprungligen Johansson, född 30 november 1907 i Utby socken, Skaraborgs län, död 11 januari 1998 i Stockholm, var en svensk paleontolog. 
Jarvik blev filosofie magister i Uppsala 1933 och filosofie licentiat 1936 samt anställdes påföljande år som museiassistent vid Sektionen för paleozoologi, Naturhistoriska riksmuseet, Stockholm. Han var professor vid samma sektion 1960-1972.
Jarvik studerade botanik, zoologi, geologi och paleontologi vid Uppsala universitet. Sommaren 1932 åtföljde han studiekamraten Gunnar Säve-Söderbergh på en expedition till Grönland, där fossil av det uråldriga fyrfotadjuret Ichthyostega hittats året före. 1932 års expedition medförde många nya fynd, bl.a. av ett annat fyrfotadjur från devon, som Jarvik senare kallade Acanthostega gunnari.
Jarviks forskning inriktades i huvudsak mot lobfeniga fiskar. Hans studier omfattade flera solitt beskrivande paleontologiska arbeten men i synnerhet ingående anatomiska studier av kraniet hos grodfisken Eusthenopteron foordi med hjälp av en tidsödande slipserieteknik som förfinats av Erik Stensiö: skallen slipades ner med täta intervall, varje slipyta avbildades noggrant varpå detaljerade tredimensionella modeller av olika strukturer byggdes i vax. På samma sätt studerades kraniet av salamanderfisken Glyptolepis groenlandica i samarbete med Hans Bjerring.
Modellerna möjliggjorde detaljerade jämförelser med fossila och nu levande djur, som ledde fram till nya och delvis omtvistade teorier om kraniets principbyggnad hos ryggradsdjuren  och om fyrfotadjurens ursprung. Så menade Jarvik till exempel att stjärtgroddjuren stammade från primitiva salamanderfiskar (Porolepiformes), medan däremot övriga kända fyrfotadjur (Eutetrapoda) uppkommit ur primitiva grodfiskar (Osteolepiformes).
Även lungfiskarnas och taggpansarhajarnas (Acanthodii) anatomi och släktskap studerades av Jarvik, och han avhandlade klassiska problem inom den jämförande anatomin som ryggradsdjurens ursprung, skulder- och bäckengördlarnas och de pariga extremiteternas uppkomst hos ryggradsdjuren liksom pann- och hjässbenen hos fiskar och fyrfotadjur
Slutligen undersökte han Ichthyostegas anatomi, ett arbete som utmynnade i en monografi med omfattande fotografisk dokumentation av fossilmaterialet.
Jarviks skrifter präglas av ett egensinne, som i somt höll honom utanför den vetenskapliga åsiktsgemenskapen. Hans inträngande anatomiska undersökningar av grodfisken Eusthenopteron foordi lade grunden för moderna studier av övergången från fiskar till fyrfotadjur. Jarvik var bl.a. ledamot av Kungliga Vetenskapsakademien och Franska Vetenskapsakademin samt riddare av Vasaorden. Lungfisken Jarvikia och grodfisken Jarvikina är uppkallade efter honom.